# Ignatius Ayau Kaigama

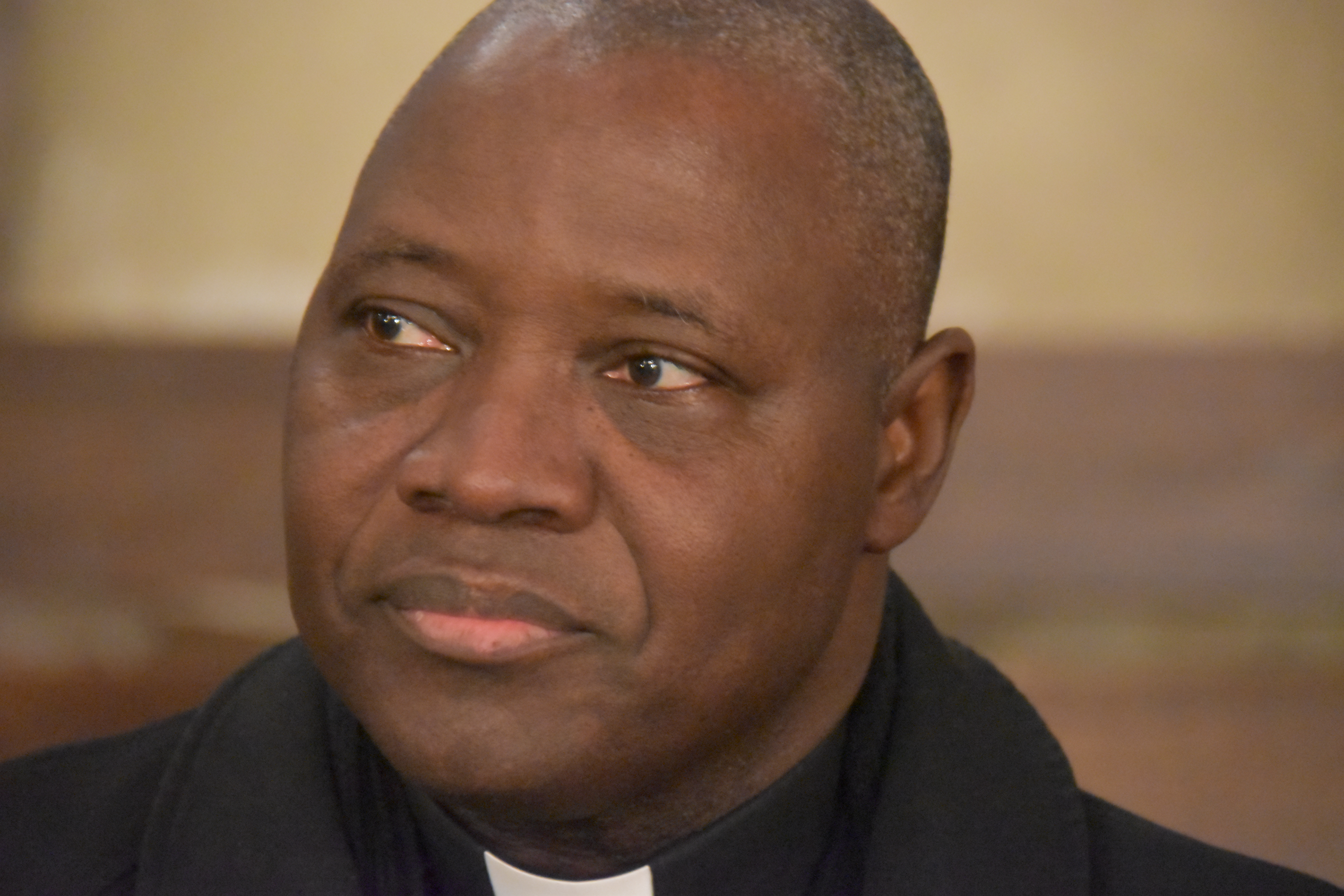
Ignatius Ayau Kaigama

Ignatius Ayau Kaigama (* 31. Juli 1958 in Kona, Taraba, Nigeria) ist ein nigerianischer römisch-katholischer Geistlicher und Erzbischof von Abuja.

## Leben
Ignatius Ayau Kaigama studierte nach seiner Priesterausbildung am St. Augustine’s Seminar in Jos Theologie in Rom. Er empfing am 6. Juni 1981 die Priesterweihe. An der Päpstlichen Universität Gregoriana wurde er 1991 zum Doktor der Theologie promoviert.
Papst Johannes Paul II. ernannte ihn am 3. Februar 1995 zum ersten Bischof des neuerrichteten Bistums Jalingo. Die Bischofsweihe spendete ihm am 23. April 1995 der Bischof von Yola, Patrick Francis Sheehan OSA; Mitkonsekratoren waren Gregory Obinna Ochiagha, Bischof von Orlu, und Athanasius Atule Usuh, Bischof von Makurdi. Am 14. April 2000 ernannte ihn Papst Johannes Paul II. zum Erzbischof von Jos.
Kaigama war von 2012 bis 2018 Vorsitzender der Nigerianischen Bischofskonferenz sowie Vorsitzender der Christian Association of Nigeria (CAN), einem Dachverband christlicher Kirchen für den Bundesstaat Plateau. Zudem ist er Vorsitzender eines vom Bundesstaat Plateau einberufenen „Interreligiösen Komitees für Frieden“. Zusammen mit dem Emir von Wase, Alhaji Haruna Abdullahi (gestorben am 17. September 2010), engagierte er sich für eine Verständigung von Christen und Muslimen.
Nach den Unruhen in Jos vom Januar 2010 engagierte er sich für eine Beruhigung der Lage sowie Klarstellung des Konflikts in der internationalen Presse.
Papst Franziskus ernannte ihn am 11. März 2019 zum Koadjutorerzbischof von Abuja.
Mit dem Rücktritt John Kardinal Onaiyekans am 9. November 2019 folgte er diesem als Erzbischof von Abuja nach.

## Standpunkte
Als Vorsitzender der Nigerianischen Bischofskonferenz erklärte Kaigama 2014 in einem Brief an den nigerianischen Präsidenten, das Gesetz zur Strafverschärfung für homosexuelle Menschen schütze die Würde des Menschen, stimme mit den moralischen und ethischen Werten der afrikanischen Kulturen überein und betone die Heiligkeit der Ehe als Verbindung von Mann und Frau.